# Bistum Gent
Das Bistum Gent (lateinisch Dioecesis Gandavensis, niederländisch Bisdom Gent) besteht seit ca. 450 Jahren. Der Kirchensprengel umfasst heute im Wesentlichen die belgische Provinz Ostflandern.

## Geschichte
- 1559: Gründung des Bistums Gent aufgrund einer Reorganisation der Diözesen in den damaligen ‚habsburgischen Niederlanden‘ (umfasst die heutigen Niederlande, Belgien und Nordfrankreich) auf Betreiben von Philipp II. Der Kirchensprengel war vordem der Diözese Tournai zugeordnet. Unterstellung unter das ebenfalls neu gegründete Erzbistum Mechelen. Das Domkapitel geht aus der gleichzeitig aufgelösten Genter Sankt-Bavo-Abtei hervor, deren Nachfolgerkirche Kathedrale des Bistums wird.
- 1801: Neuordnung der Kirchenorganisation im Zuge der französischen Revolution; Vergrößerung um die Sprengel der gleichzeitig aufgelösten Bistümer Brügge und Ypern sowie Teile des Erzbistums Mechelen.
- 1834: Verkleinerung der Diözese wegen der erneuten Errichtung des Bistums Brügge.

## Weblinks

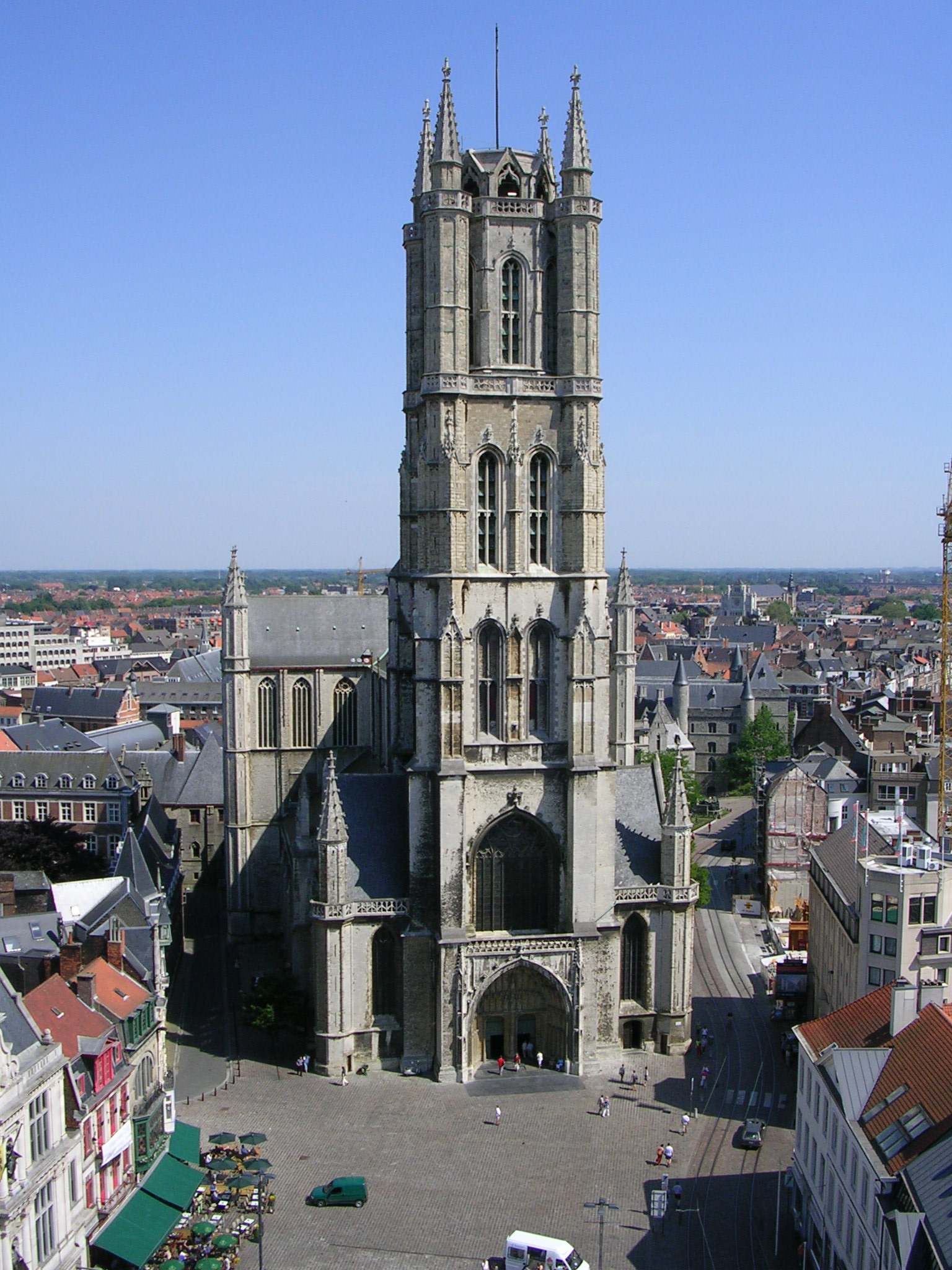
St. Bavo in Gent, Kathedrale des Bistums